# 張友程
張友程（？—？），山西翼城人，清朝政治人物。进士出身。
康熙三十三年，登進士。康熙三十九年（1700年），擔任清朝廣州府南海縣知縣。后由張象乾接任。